# Stazione di Monza
Stazione di Monza vasútállomás Olaszországban, Lombardia régióban, Monza településen.

## Vasútvonalak
Az állomást az alábbi vasútvonalak érintik:
- Chiasso–Milánó-vasútvonal
- Lecco–Milánó-vasútvonal
- Monza–Molteno–Lecco-vasútvonal

## Kapcsolódó állomások
A vasútállomáshoz az alábbi állomások vannak a legközelebb:
- Stazione di Lissone-Muggiò (Chiasso vasútállomás, Chiasso–Milánó-vasútvonal)
- Stazione di Monza Sobborghi (Stazione di Lecco, Monza–Molteno–Lecco-vasútvonal)
- Stazione di Arcore (Stazione di Lecco, Lecco–Milánó-vasútvonal)
- Stazione di Sesto San Giovanni (stazione di Milano Porta Garibaldi superficie, Stazione di Milano Centrale, Chiasso–Milánó-vasútvonal, Lecco–Milánó-vasútvonal)